# Chiesa di Sant'Aspreno al Porto
La chiesa di Sant'Aspreno al Porto, nota anche come chiesa di Sant'Aspreno ai Tintori, è un luogo di culto di Napoli; l'edificio è situato nei pressi del porto, in via Sant'Aspreno, inglobata nel fianco del Palazzo della Borsa.

## Storia

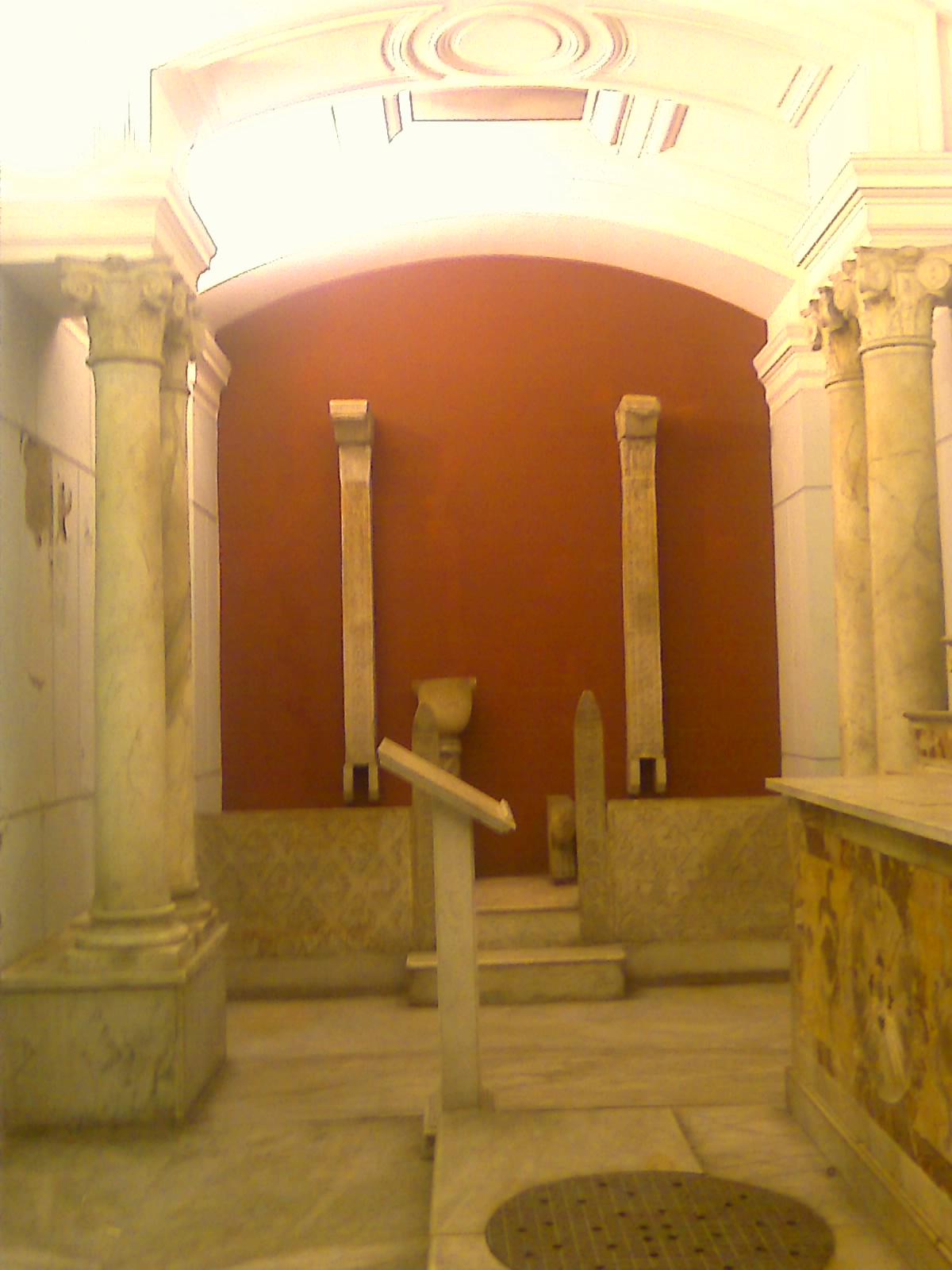
Le transenne nel transetto sinistro

Secondo una tradizione individua l'abitazione di Sant'Aspreno situata in una grotta.
Prima dell'VIII secolo su questo ambiente sotterraneo venne realizzata una chiesa che successivamente, alla fine del XVII secolo, fu restaurata su commissione del mercante Salvatore Perrella per grazie ricevute.
I progetti del Risanamento prevedevano che dove sorgeva la chiesa fosse eretto il nuovo palazzo della Borsa e nonostante le rassicurazioni la sua conservazione non era certa dal momento che la larghezza della nuova strada alla sinistra dell'edificio (via Sant'Aspreno) avrebbe comportato l'eliminazione della chiesa.
La commissione municipale per la conservazione dei monumenti si attivò per ottenere la modifica dei progetti e ci riuscì nella figura di Ferdinando Colonna di Stigliano il quale nel 1892 riuscì a far rettificare una delibera del consiglio comunale sulla questione.
Fu ottenuto così che la strada fosse ristretta, che gli ambienti della Borsa fossero ridisegnati e che fosse realizzato un vestibolo all'ingresso dove collocare le colonne del demolendo chiostro di San Pietro ad Aram.
La chiesa inoltre fu oggetto di radicale risistemazione in occasione della costruzione del nuovo palazzo. Infatti la pianta fu modificata e dell'antica struttura da allora non rimane più nulla se non l'ipogeo e alcuni elementi artistici e archeologici già presenti.

## Descrizione
La chiesa, che per le sue modeste dimensioni è talvolta indicata come cappella, dopo i lavori del Risanamento ha una semplice pianta a croce latina preceduta da vestibolo, con un piccolo transetto e una cupoletta decorata con stucchi neoclassici.
Sull'altare maggiore, dove Gennaro Aspreno Galante segnalava nel 1872 un quadro di Giovanni Bernardino Azzolino, è visibile il busto del santo ornato da ex-voto, che le guide periegetiche ottocentesche indicavano collocato nell'atrio oggi scomparso.
Ai piedi dell'altare è presente una grata che copre l'apertura che è stata ricavata durante il restauro del XVII secolo per dar luce all'ipogeo.
Sono presenti vari elementi di spoglio:
- il vestibolo è caratterizzato da colonne provenienti dal chiostro rinascimentale della Basilica di San Pietro ad Aram, demolito a fine Ottocento per l'apertura del Rettifilo;
- nel transetto sinistro è collocata su una colonnetta un'urna cineraria romana che presenta l'epigrafe latina CN. POMPEIVS EPIRVS; è affiancata da due pilastrini finemente decorati;
- sempre nel transetto sinistro sono collocate due transenne marmoree databili tra il IX e il X secolo, che presentano decorazioni bizantine di arabeschi con fiori e animali e recano entrambe sul bordo un'epigrafe greca. Sulla prima si leggono i nomi di Campulo e Costanza, sulla seconda si cita che furono i fondatori della chiesa;
- nel transetto destro è collocato sulla parete l'arco gotico di un portale con stemmi, probabilmente quello del palazzo Pappacoda, anch'esso demolito per i lavori del Risanamento.

Una scala porta all'ipogeo, che viene chiamato cripta o sacello di Sant'Aspreno. È un ambiente a botte appartenuto ad un edificio termale romano di età imperiale, dove è conservato un altare dell'VIII secolo. Nel Duomo di Napoli, nella cappella a lui intitolata, la prima a sinistra del Maggiore Altare che contiene l'urna con le spoglie del Santo si apre una fenestrella confessionis chiusa da una grata,  dove i fedeli inseriscono la testa affinché fossero guariti dall'emicrania, male che Sant'Aspreno ha fama di curare ma anche da altre malattie ossee.
Sulle pareti sono presenti tracce di affreschi.